# مارك نابير
مارك نابير هو لاعب هوكي الجليد كندي، ولد في 28 يناير 1957 في Willowdale, Toronto ‏ في كندا.

## وصلات خارجية
- مارك نابير على موقع دوري الهوكي الوطني (الإنجليزية)
- مارك نابير على موقع EliteProspects.com (الإنجليزية)
- مارك نابير على موقع Eurohockey.com (الإنجليزية)
- مارك نابير على موقع HockeyDB.com (الإنجليزية)
- مارك نابير على موقع Hockey-Reference.com (الإنجليزية)